# Michael Bloomfield
Michael John Bloomfield (Flint, 16 de março de 1959) é um ex-astronauta norte-americano, que participou em três missões da NASA, nos vaivéns Atlantis e Endeavour.

## Biografia[1]
Michael Bloomfield formou-se em engenharia mecânica pela Academia da Força Aérea dos Estados Unidos em 1981 e fez o curso de piloto de combate na base aérea de Vance, em Oklahoma, sendo selecionado para pilotar jatos F-15s em 1983. Deste ano até 1991, Bloomfield atuou como piloto qualificado para combate e instrutor de voo de F-15 no Novo México, na Virgínia e em Bitburg, na Alemanha. Em 1992 cursou com louvor a Escola de Piloto de Teste da Força Aérea dos Estados Unidos (USAF Test Pilot School) e permaneceu na Base Aérea de Edwards, na Califórnia, testando diversas versões do caça F-16. Selecionado para o curso de astronautas da NASA, ele começou treinamento no Centro Espacial Lyndon B. Johnson em março de 1995 e exerceu diversas funções técnicas em terra por dois anos.

## Missões

### STS-86[1]
Sua primeira ida ao espaço se deu em setembro de 1997 como piloto da nave Atlantis na missão STS-86, sétima missão de acoplamento entre um ônibus espacial e a estão orbital russa Mir, que realizou a troca de habitantes norte-americanos da estação. A missão durou 259 horas.

### STS-97[2]
Sua segunda missão foi a STS-97 Endeavour, em dezembro de 2000, quinta expedição dedicada à montagem da Estação Espacial Internacional, que instalou os primeiros painéis solares na estrutura da ISS.

### STS-110[3]
Em abril de 2002 Bloomfield comandou a nave Atlantis na missão STS-110 para a ISS, que instalou a viga principal da estrutura e viu pela primeira vez o uso do braço robótico da estação na ajuda à locomoção dos astronautas 
nas Atividades extra-veiculares necessárias ao complemento da missão.

## Depois das missões
Depois de seu terceiro voo espacial, Bloomfield voltou a exercer atividades em terra e em 2006 assumiu o cargo de vice-diretor das operações das tripulações de voo da NASA, que exerceu até seu afastamento para trabalhar na iniciativa privada, em julho de 2007.